# Volta Ciclista a Catalunya 2007
La Volta a Catalunya 2007, ottantasettesima edizione della corsa e valevole come dodicesima prova dell'UCI ProTour 2007, si svolse in sette tappe dal 21 al 27 maggio 2007 per un percorso totale di 884,4 km. Il russo Vladimir Karpec si aggiudicò la corsa, concludendo le tappe in 22 ore 21 minuti e 05 secondi, alla media di 39,56 km/h.

## Tappe
| Tappa  | Data      | Percorso                                                  | km    | Vincitore di tappa | Leader cl. generale |
| ------ | --------- | --------------------------------------------------------- | ----- | ------------------ | ------------------- |
| 1ª     | 21 maggio | Salou > Salou (cron. a squadre)                           | 15,7  | Caisse d'Epargne   | Vladimir Karpec     |
| 2ª     | 22 maggio | Salou > Perafort                                          | 170   | Mark Cavendish     | Imanol Erviti       |
| 3ª     | 23 maggio | Perafort > Tàrrega                                        | 182,1 | Allan Davis        | Imanol Erviti       |
| 4ª     | 24 maggio | Tàrrega > Vallnord (AND)                                  | 203,1 | Óscar Sevilla      | Óscar Sevilla       |
| 5ª     | 25 maggio | Sornas (AND) > Vallnord-Arcalís (AND) (cron. individuale) | 17,1  | Denis Men'šov      | Vladimir Karpec     |
| 6ª     | 26 maggio | Llívia > Lloret de Mar                                    | 177,1 | Mark Cavendish     | Vladimir Karpec     |
| 7ª     | 27 maggio | Lloret de Mar > Barcellona                                | 119,3 | Samuel Sánchez     | Vladimir Karpec     |
| Totale | Totale    | Totale                                                    | 884,4 |                    |                     |

## Squadre partecipanti
| N.      | Cod. | Squadra               |
| ------- | ---- | --------------------- |
| 1-7     | SDV  | Saunier Duval-Prodir  |
| 11-17   | GCE  | Caisse d'Epargne      |
| 21-27   | AST  | Astana                |
| 31-37   | DSC  | Discovery Channel     |
| 41-48   | RAB  | Rabobank              |
| 51-57   | EUS  | Euskaltel-Euskadi     |
| 61-67   | A2R  | AG2R Prévoyance       |
| 71-77   | BTL  | Bouygues Télécom      |
| 81-88   | COF  | Cofidis               |
| 91-98   | QSI  | Quick Step-Innergetic |
| 101-108 | FDJ  | Française des Jeux    |
| 111-117 | LAM  | Lampre-Fondital       |
| 121-128 | LIQ  | Liquigas              |

| N.      | Cod. | Squadra                |
| ------- | ---- | ---------------------- |
| 131-137 | UNT  | Unibet.com             |
| 141-147 | TMO  | T-Mobile Team          |
| 151-157 | CSC  | Team CSC               |
| 161-168 | MRM  | Team Milram            |
| 171-177 | C.A  | C.A                    |
| 181-187 | PRL  | Predictor-Lotto        |
| 191-197 | GST  | Team Gerolsteiner      |
| 201-208 | REG  | Relax-GAM              |
| 211-217 | KGZ  | Karpin Galicia         |
| 221-227 | ACG  | Andalucía-Caja Granada |
| 231-237 | FTV  | Fuerteventura-Canarias |
| 241-248 | TSL  | Team Slipstream        |

## Dettagli delle tappe

### 1ª tappa
- 21 maggio: Salou – Cronometro a squadre – 15,7 km

Risultati
| Pos. | Squadra          | Tempo  |
| ---- | ---------------- | ------ |
| 1    | Caisse d'Epargne | 16'54" |
| 2    | Team CSC         | a 16"  |
| 3    | Astana           | a 17"  |

| Pos. | Corridore           | Squadra      | Tempo  |
| ---- | ------------------- | ------------ | ------ |
| 1    | Vladimir Karpec     | C. d'Epargne | 16'54" |
| 2    | Óscar Pereiro       | C. d'Epargne | s.t.   |
| 3    | José Iván Gutiérrez | C. d'Epargne | s.t.   |

### 2ª tappa
- 22 maggio: Salou > Perafort - 170 km

Risultati
| Pos. | Corridore      | Squadra       | Tempo    |
| ---- | -------------- | ------------- | -------- |
| 1    | Mark Cavendish | T-Mobile Team | 4h01'47" |
| 2    | Aaron Kemps    | Astana        | s.t.     |
| 3    | Leonardo Duque | Cofidis       | s.t.     |

| Pos. | Corridore           | Squadra      | Tempo    |
| ---- | ------------------- | ------------ | -------- |
| 1    | Imanol Erviti       | C. d'Epargne | 4h18'40" |
| 2    | José Iván Gutiérrez | C. d'Epargne | a 1"     |
| 3    | Vladimir Karpec     | C. d'Epargne | s.t.     |

### 3ª tappa
- 23 maggio: Perafort > Tàrrega - 182,1 km

Risultati
| Pos. | Corridore       | Squadra       | Tempo    |
| ---- | --------------- | ------------- | -------- |
| 1    | Allan Davis     | Discovery Ch. | 4h29'26" |
| 2    | Baden Cooke     | Unibet.com    | s.t.     |
| 3    | Daniele Bennati | Lampre        | s.t.     |

| Pos. | Corridore           | Squadra      | Tempo    |
| ---- | ------------------- | ------------ | -------- |
| 1    | Imanol Erviti       | C. d'Epargne | 8h48'06" |
| 2    | José Iván Gutiérrez | C. d'Epargne | a 1"     |
| 3    | Vladimir Karpec     | C. d'Epargne | s.t.     |

### 4ª tappa
- 24 maggio: Tàrrega > Vallnord (Andorra) – 203,1 km

Risultati
| Pos. | Corridore         | Squadra       | Tempo    |
| ---- | ----------------- | ------------- | -------- |
| 1    | Óscar Sevilla     | Relax-GAM     | 6h06'43" |
| 2    | Michael Rogers    | T-Mobile Team | a 33"    |
| 3    | Christophe Moreau | AG2R Prév.    | a 34"    |

| Pos. | Corridore       | Squadra       | Tempo     |
| ---- | --------------- | ------------- | --------- |
| 1    | Óscar Sevilla   | Relax-GAM     | 14h55'22" |
| 2    | Vladimir Karpec | C. d'Epargne  | a 31"     |
| 3    | Michael Rogers  | T-Mobile Team | a 35"     |

### 5ª tappa
- 25 maggio: Sornas (Andorra) > Vallnord-Arcalís (Andorra) – Cronometro individuale – 17,1 km

Risultati
| Pos. | Corridore        | Squadra      | Tempo  |
| ---- | ---------------- | ------------ | ------ |
| 1    | Denis Men'šov    | Rabobank     | 38'58" |
| 2    | Vladimir Karpec  | C. d'Epargne | a 4"   |
| 3    | Rémy Di Grégorio | F. des Jeux  | a 24"  |

| Pos. | Corridore       | Squadra       | Tempo     |
| ---- | --------------- | ------------- | --------- |
| 1    | Vladimir Karpec | C. d'Epargne  | 15h34'55" |
| 2    | Denis Men'šov   | Rabobank      | a 16"     |
| 3    | Michael Rogers  | T-Mobile Team | a 40"     |

### 6ª tappa
- 26 maggio: Llívia > Lloret de Mar – 177,1 km

Risultati
| Pos. | Corridore      | Squadra       | Tempo    |
| ---- | -------------- | ------------- | -------- |
| 1    | Mark Cavendish | T-Mobile Team | 3h59'55" |
| 2    | Leonardo Duque | Cofidis       | s.t.     |
| 3    | Paolo Bossoni  | Lampre        | s.t.     |

| Pos. | Corridore       | Squadra       | Tempo     |
| ---- | --------------- | ------------- | --------- |
| 1    | Vladimir Karpec | C. d'Epargne  | 19h34'50" |
| 2    | Michael Rogers  | T-Mobile Team | a 40"     |
| 3    | Denis Men'šov   | Rabobank      | a 44"     |

### 7ª tappa
- 21 maggio: Lloret de Mar > Barcellona – 119,3 km

Risultati
| Pos. | Corridore           | Squadra   | Tempo    |
| ---- | ------------------- | --------- | -------- |
| 1    | Samuel Sánchez      | Euskaltel | 2h46'06" |
| 2    | Aleksandr Vinokurov | Astana    | a 5"     |
| 3    | Denis Men'šov       | Rabobank  | a 9"     |

| Pos. | Corridore       | Squadra       | Tempo     |
| ---- | --------------- | ------------- | --------- |
| 1    | Vladimir Karpec | C. d'Epargne  | 22h21'05" |
| 2    | Michael Rogers  | T-Mobile Team | a 40"     |
| 3    | Denis Men'šov   | Rabobank      | s.t.      |

## Evoluzione delle classifiche
| Tappa              | Vincitore          | Classifica generale | Classifica a punti | Classifica scalatori    | Classifica mete volanti | Classifica squadre |
| ------------------ | ------------------ | ------------------- | ------------------ | ----------------------- | ----------------------- | ------------------ |
| 1ª                 | Caisse d'Epargne   | Vladimir Karpec     | non assegnata      | non assegnata           | non assegnata           | Caisse d'Epargne   |
| 2ª                 | Mark Cavendish     | Imanol Erviti       | Mark Cavendish     | Francisco José Martinez | Víctor Hugo Peña        | Caisse d'Epargne   |
| 3ª                 | Allan Davis        | Imanol Erviti       | Baden Cooke        | Francisco José Martinez | Víctor Hugo Peña        | Caisse d'Epargne   |
| 4ª                 | Óscar Sevilla      | Óscar Sevilla       | Baden Cooke        | Luis Pasamontes         | Luis Pasamontes         | Relax-GAM          |
| 5ª                 | Denis Men'šov      | Vladimir Karpec     | Denis Men'šov      | Luis Pasamontes         | Luis Pasamontes         | Relax-GAM          |
| 6ª                 | Mark Cavendish     | Vladimir Karpec     | Mark Cavendish     | Luis Pasamontes         | Víctor Hugo Peña        | Relax-GAM          |
| 7ª                 | Samuel Sánchez     | Vladimir Karpec     | Denis Men'šov      | Luis Pasamontes         | Víctor Hugo Peña        | Relax-GAM          |
| Classifiche finali | Classifiche finali | Vladimir Karpec     | Denis Men'šov      | Luis Pasamontes         | Víctor Hugo Peña        | Relax-GAM          |

## Classifiche finali

### Classifica generale
| Pos. | Corridore         | Squadra        | Tempo     |
| ---- | ----------------- | -------------- | --------- |
| 1    | Vladimir Karpec   | C. d'Epargne   | 22h21'05" |
| 2    | Michael Rogers    | T-Mobile Team  | a 40"     |
| 3    | Denis Men'šov     | Rabobank       | s.t.      |
| 4    | Christophe Moreau | AG2R Prév.     | a 1'34"   |
| 5    | Óscar Sevilla     | Relax-GAM      | s.t.      |
| 6    | Francisco Mancebo | Relax-GAM      | a 1'59"   |
| 7    | John Gadret       | AG2R Prév.     | a 2'19"   |
| 8    | Marcos Serrano    | Karpin Galicia | a 2'39"   |
| 9    | Laurens ten Dam   | Unibet.com     | a 2'44"   |
| 10   | Janez Brajkovič   | Discovery Ch.  | a 2'47"   |

### Classifica a punti
| Pos. | Corridore      | Squadra       | Punti |
| ---- | -------------- | ------------- | ----- |
| 1    | Denis Men'šov  | Rabobank      | 55    |
| 2    | Mark Cavendish | T-Mobile Team | 50    |
| 3    | Michael Rogers | T-Mobile Team | 41    |
| 4    | Leonardo Duque | Cofidis       | 39    |
| 5    | Samuel Sánchez | Euskaltel     | 38    |

### Classifica scalatori
| Pos. | Corridore       | Squadra        | Punti |
| ---- | --------------- | -------------- | ----- |
| 1    | Luis Pasamontes | Unibet.com     | 86'   |
| 2    | Denis Men'šov   | Rabobank       | 51    |
| 3    | Eladio Jiménez  | Karpin Galicia | 43    |
| 4    | Michael Rogers  | T-Mobile Team  | 37    |
| 5    | Jérôme Pineau   | Bouygues Tél.  | 35    |

### Classifica sprint
| Pos. | Corridore               | Squadra     | Punti |
| ---- | ----------------------- | ----------- | ----- |
| 1    | Víctor Hugo Peña        | Unibet.com  | 9     |
| 2    | Francisco José Martínez | Andalucía   | 7     |
| 3    | José Ruiz               | Andalucía   | 6     |
| 4    | Luis Pasamontes         | Unibet.com  | 6     |
| 5    | Sandy Casar             | F. des Jeux | 5     |

### Classifica squadre
| Pos. | Squadra              | Tempo     |
| ---- | -------------------- | --------- |
| 1    | Relax-GAM            | 67h10'29" |
| 2    | AG2R Prévoyance      | a 1'13"   |
| 3    | Unibet.com           | a 3'07"   |
| 4    | T-Mobile Team        | a 4'11"   |
| 5    | Saunier Duval-Prodir | a 5'21"   |